# 平田生活バス

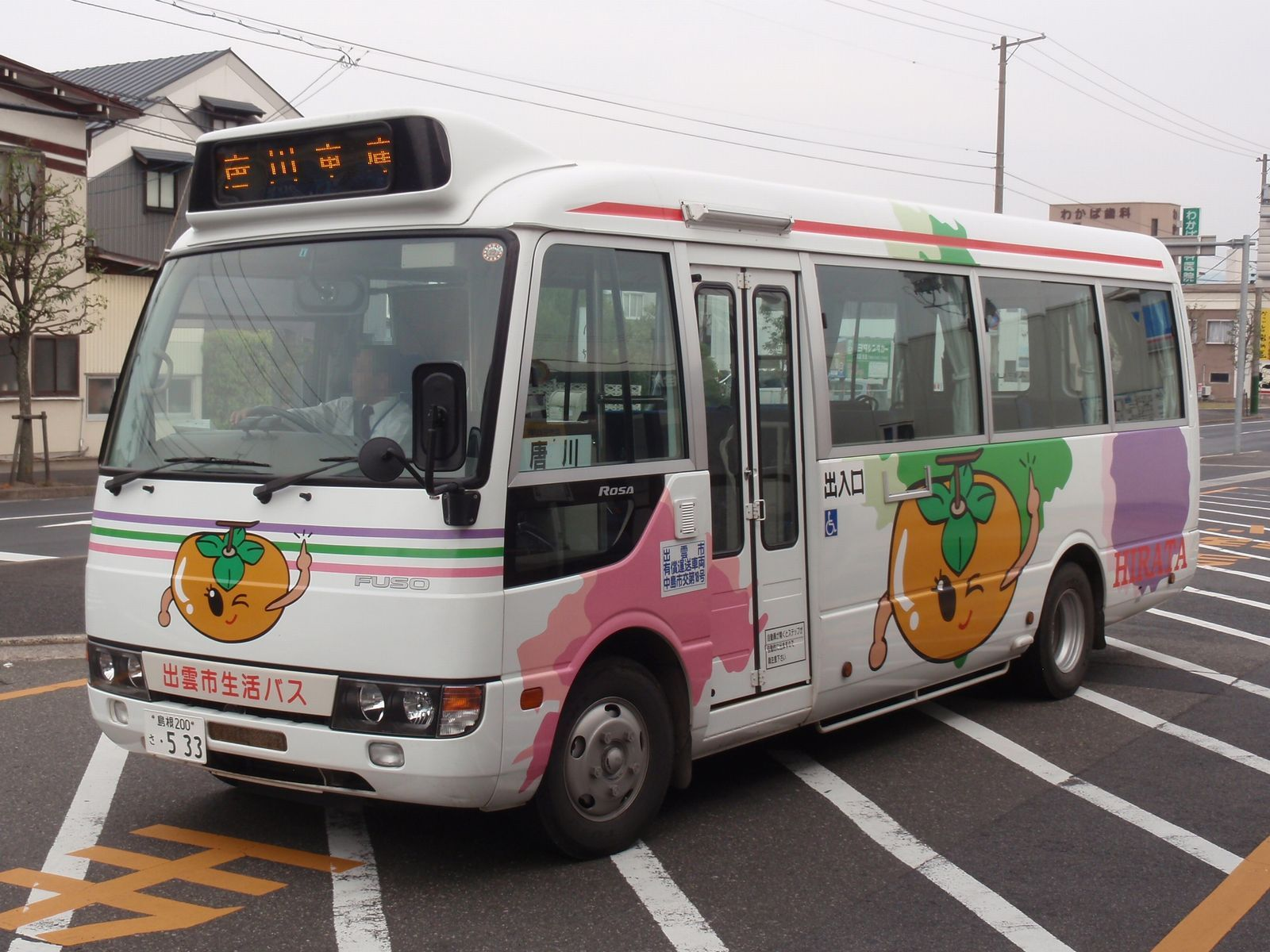
平田生活バス鰐淵線（雲州平田駅にて）

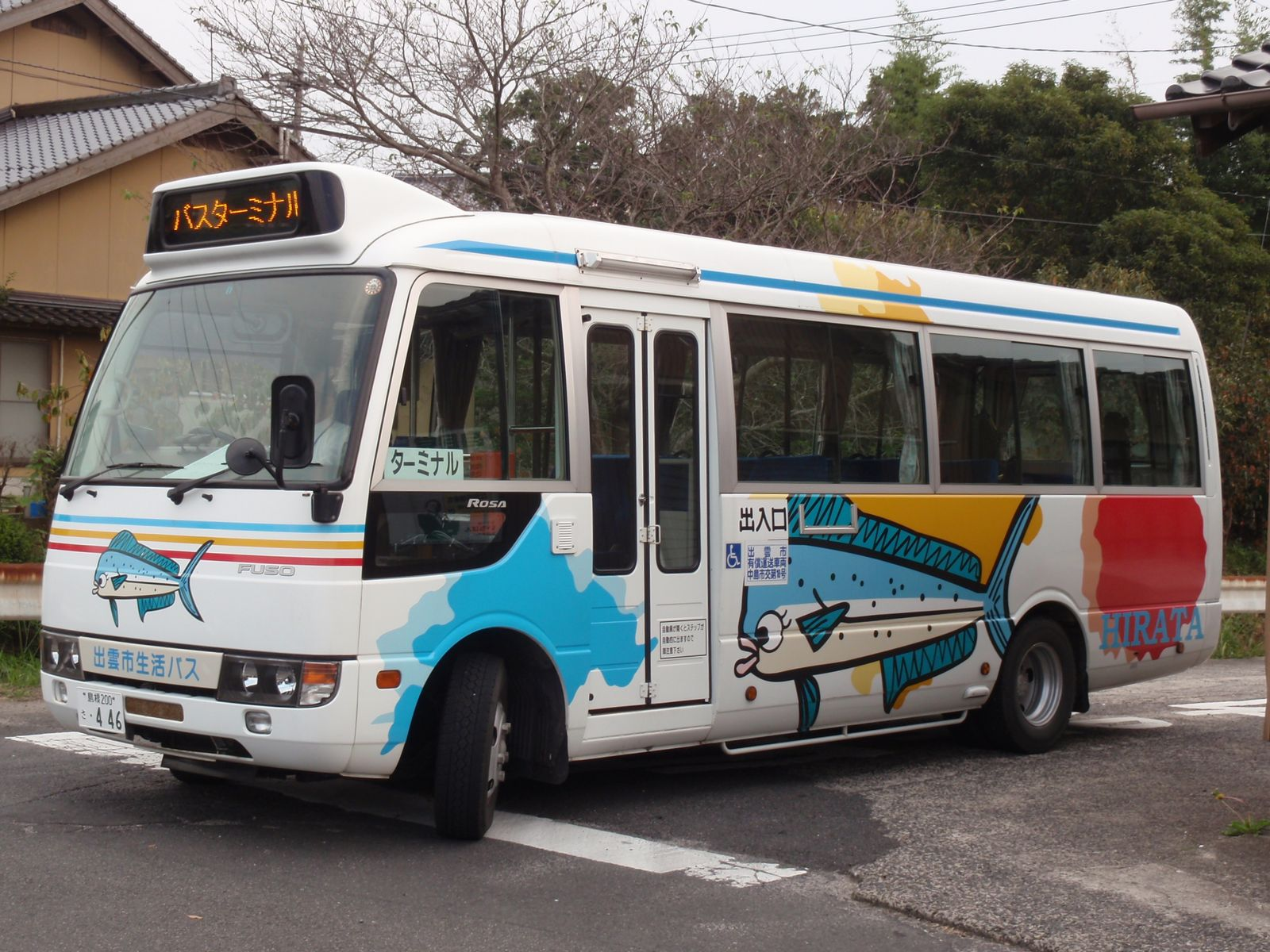
平田生活バス地合線（下川橋にて）

平田生活バス（ひらたせいかつバス）は、島根県出雲市の平田地区で運行しているコミュニティバス。一部は旧斐川町内に乗り入れる。自家用自動車による有償運送で、運行は最初は平田市都市公社であったが、合併により現在では出雲市都市公社に委託されている。

## 概要
1995年に平田市内の路線バス運行を行っていた一畑電鉄（現在は分社化され路線バスは一畑バスとして運行）が路線バスの撤退を申し出た。また、一畑電鉄の方針として、道路運送法第21条や第80条による運行が行われるようになっても委託運行には応じないというものがあった。このため、平田市は、平田市路線バス対策懇話会を設置し、その中で、第2種生活路線の地元負担の限界と過疎化など様々な理由から発生した市の財政負担の増大が指摘され、第2種生活路線での維持は住民のためにならないということとなった。このため、1998年10月1日より道路運送法第80条の規定を利用した平田市による平田市生活バスの運営を開始した。設定当初の路線は、一畑電鉄が撤退する第2種生活路線および廃止代替路線を基本とし、住民要望を取り入れた路線変更及び新規路線を開設した。
その後、平田市が出雲市に合併となったが、現在でも平田生活バスとして運行が行われている。

## 現行路線
運賃は一律200円で1日フリー乗車券は500円（小学生以下・障害者手帳を持参の場合は半額）。一畑口駅で他の路線（直近の便に限る）に乗り継ぐ場合は乗継券が発行される。
鰐淵線
- 前田経由（平日ダイヤのみ）：バスターミナル - 雲州平田駅 - 東本町 - 平田幼稚園入口 - スイミングスクール前 - 西田郵便局前 - 光中学校 - JA鰐淵店 - 前田 - 唐川車庫
- 鰐淵寺経由：バスターミナル - 雲州平田駅 - 平田幼稚園入口 - スイミングスクール前 - 西田郵便局前 - 光中学校 - JA鰐淵店 - 鰐淵寺駐車場 - 唐川車庫
  - 平日ダイヤのみ後野経由の便あり。積雪・路面凍結時は唐川坂中は経由しない場合あり。

猪目線
- バスターミナル - 雲州平田駅 - 図書館前 - スイミングスクール前 - 西田郵便局 - 布勢上橋 - 漁村センター - 猪目奥組
  - 小型車両で平日のみ運行。JA鰐淵店・河下郵便局経由の便あり。出雲観光タクシーのうさぎ線との接続は考慮されていない。

塩津線
- バスターミナル - 雲州平田駅 - 北本町 - ラピタ平田店 - 平田高校前 - 牧戸住宅 - 坂坊 - 上寄 - 宮の空 - 美保漁港 - 塩津漁港
  - 平日ダイヤの各第1便のみ久多美コミュニティセンター経由。

北浜線
- バスターミナル - 雲州平田駅 - 北本町 - 平田本陣記念館入口 - 西田小学校前 - 小津 - 十六島車庫 - 釜谷 - 釜浦車庫
  - 平日ダイヤの最終・始発は十六島車庫発着。

坂浦線
- バスターミナル - 雲州平田駅 - 北本町 - ラピタ平田店 - 平田高校前 - さくら小学校入口 - 大酌 - 三津 - 小伊津 - 佐香小学校前 - 坂浦車庫・庄部停留所
- 小伊津漁港発着（平日ダイヤのみ）：バスターミナル - 雲州平田駅 - 北本町 - ラピタ平田店 - 平田高校前 - さくら小学校入口 - 大酌 - 三津 - 小伊津漁港
  - 坂浦発着便は中型ノンステップバスでの運行

島村線
- 内回り平日：バスターミナル→総合医療センター前→駅南団地→源光寺入口→瑞穂大橋南詰→海童神社→灘分新田（第1便）/外島会館前（第2便）→灘分小学校→下古川→雲州平田駅→バスターミナル
- 内回り休日：バスターミナル→総合医療センター前→駅南団地→源光寺入口→瑞穂大橋南詰→海童神社→平田新田→湖遊館→灘分小学校→下古川→雲州平田駅→バスターミナル
- 外回り平日：バスターミナル→雲州平田駅→下古川→灘分小学校→灘分新田（第5・6便のみ経由）→外島会館前→海童神社→瑞穂大橋南詰→源光寺入口→駅南団地→医療センター前→バスターミナル
- 外回り休日：バスターミナル→雲州平田駅→下古川→灘分小学校→湖遊館→平田新田→海童神社→瑞穂大橋南詰→源光寺入口→駅南団地→医療センター前→バスターミナル

鹿園寺線
- バスターミナル - 雲州平田駅 - 北本町 - ラピタ平田店 - 飯山入口 - るんびにぃ苑 - 一畑口駅
  - 平日のみ運行。

地合線
- バスターミナル - 雲州平田駅 - 北本町 - ラピタ平田店 - 旭丘入口 - 園駅 - 一畑口駅 - 下川橋 - 伊野公民館 - 宮谷 - 地合車庫
  - 一畑口駅 - 地合車庫・バスターミナル - 一畑口駅のみの便や下川橋を経由しない便あり。また、平日ダイヤのみバスターミナル - 雲州平田駅 - ラピタ平田店 - 新田遊園地 - 平田新田が運行される（学休日は運休）。

一畑薬師線
- 一畑口駅 - 妙見 - 一畑薬師
- 一畑口駅 - 妙見 - 一畑北垣 - 一畑薬師
  - 小型車両での運行。平日の一畑口駅行き第1便は一畑北垣発